# Дружелюбовка (Херсонская область)
Дружелюбовка (укр. Дружелюбівка) — село в Новотроицкой поселковой общине Генического района Херсонской области Украины.
Население по переписи 2001 года составляло 278 человек. Почтовый индекс — 75355. Телефонный код — 5548. Код КОАТУУ — 6524480402.

## История
В 1946 году указом ПВС УССР село Комрат переименовано в Дружелюбовку.